# Koweït aux Jeux paralympiques d'été de 2016
Le Koweït participe aux Jeux paralympiques d'été de 2016 à Rio de Janeiro. Il s'agit de la dixième participation de ce pays aux Jeux paralympiques d'été.
Contrairement au comité national olympique, il n'y a pas eux de la part du Comité international paralympique une sanction vis-à-vis du pays ; les athlètes défilent sous les couleurs de leur nation.

## Médaillés

### Médailles d’or
| Sport              | Discipline     | Athlète(s)      | Performance | Date        |
| Médailles d’or : 1 |                |                 |             |             |
| Athlétisme         | 100 mètres T33 | Ahmad Almutairi | 16,61 s     | 9 septembre |

### Médailles d'argent
| Sport                 | Discipline | Athlète(s) | Performance | Date |
| Médailles d'argent: 0 |            |            |             |      |

### Médailles de bronze
| Sport                   | Discipline | Athlète(s) | Performance | Date |
| Médailles de bronze : 0 |            |            |             |      |

## Athlétisme
Hommes
Courses
| Athlète         | Catégorie | Épreuve | Séries | Séries | Demi-finales | Demi-finales | Finale          | Finale                            |
| Athlète         | Catégorie | Épreuve | Temps  | Rang   | Temps        | Rang         | Temps           | Rang                              |
| --------------- | --------- | ------- | ------ | ------ | ------------ | ------------ | --------------- | --------------------------------- |
| Ahmad Almutairi | T33       | 100 m   | NC     | NC     | NC           | NC           | 16.61           | Médaille d'or, Jeux paralympiques |
| Naser Saleh     | T33       | 100 m   | NC     | NC     | NC           | NC           | 21.22           | 5                                 |
| Hamad Aladwani  | T53       | 100 m   | 15.97  | 5      | NC           | NC           | Did not advance | Did not advance                   |
| Hamad Aladwani  | T53       | 400 m   | 52.97  | 6      | NC           | NC           | Did not advance | Did not advance                   |

Piste
| Athlète         | Catégorie | Épreuve         | Résultat | Rang |
| --------------- | --------- | --------------- | -------- | ---- |
| Mohammad Nasser | F32       | Lancer de poids | 7.67     | 7    |

## Tir
Hommes
| Athlète        | Catégorie | Épreuve                             | Qualification | Qualification | Finale   | Finale |
| Athlète        | Catégorie | Épreuve                             | Résultat      | Rang          | Résultat | Rang   |
| -------------- | --------- | ----------------------------------- | ------------- | ------------- | -------- | ------ |
| Atef Aldousari | SH2       | 10 m carabine position debout mixte | 630.8         | 6 Q           | 124.9    | 6      |
| Atef Aldousari | SH2       | 10 m carabine position couché mixte | 634.1         | 7 Q           | 146.5    | 5      |